# 奇摩站
奇摩站（英語：KIMO），為台灣一家入口搜尋網站，1997年8月設立，屬精誠資訊關係事業。根據ACNielsen Netwatch在2000年第一季所做的「台灣網路媒體調查報告」，網路族在「上網首站」、「最常使用網站」、「通常使用搜尋引擎網站」三項調查中，奇摩站（Kimo.com）都拿下第一名；其中「上網首站」與「最常使用網站」，是繼1999年下半年奪魁後，仍持續成長4至6個百分點的項目；《天下雜誌》「2000台灣網際網路使用調查報告」中，奇摩也名列「網路族最常造訪的網站」。
2001年4月，奇摩站宣佈與雅虎台灣合併，其網域也重定向至新設立的雅虎奇摩。

## 歷史沿革
1997年8月，奇摩站1.0上線。前身為精誠資訊代理銷售網景瀏覽器中文版而成立的網站。當時以導覽服務為主。1999年7月，網站改由數位聯合電信負責空間管理。1999年12月，奇摩站自精誠資訊獨立成「台灣奇摩站股份有限公司」。2000年6月21日，推出「你今天KIMO了嗎？」電視廣告。
2000年11月，奇摩站與雅虎台灣結盟。2001年2月，雅虎台灣與奇摩站合併營運，以人員、品牌與產品服務為三大整合要項。2001年1月，奇摩站管理改為Hinet負責。4月，奇摩站與雅虎台灣合併為Yahoo!奇摩，並推出政治開講、影音館、音樂、電影、卡通漫畫與字典及摩登、新奇兩項服務改版。奇摩站自此走入歷史。

### 合作
1998年1月，奇摩站與黃子佼合作架設007網站。6月，與民視簽約為新聞策略聯盟。1998年10月，與MTV合辦「1998年縣市長選舉票選預測」。1999年7月，奇摩站宣佈與中國大陸網易、香港網上行結盟成立「華網聯盟」。1999年12月，與錸德科技、精業公司組成策略聯盟。2000年5月，奇摩站和中視晚間新聞簽訂策略聯盟協定，共同在中視晚間新聞中規劃出「網站新奇天、讓生活更easy」單元。2000年8月，與104人力銀行聯名舉辦「搶救身心障礙朋友就業天空」愛心聯名活動。

### 上線版本
| 版本 | 發布日期   | 上線服務 |
| ---- | ---------- | --- |
| 1.0  | 1997年8月  | 奇摩站1.0 - 以導覽服務為主，如搜尋引擎、新聞、奇摩分類、奇摩新奇、奇摩摩登等。                                                                |
| 2.0  | 1997年12月 | 奇摩站2.0 - 推出奇摩導覽與奇摩股市。 |
| 3.0  | 1998年7月  | 奇摩站3.0 - 推出奇摩股市、奇摩新聞、奇摩健康、奇摩聊天室。                                                                                    |
| 4.0  | 1999年1月  | 奇摩站4.0 推出奇摩分類看板、奇摩大摩域BBS、奇摩99聊天室。                                                                                     |
| 4.9  | 1999年8月  | 奇摩站4.9 - 推出電子信箱服務，並建立會員系統                                                                                                  |
| 5.0  | 1999年10月 | 奇摩站5.0 - 推出奇摩家族、奇摩大摩域、奇摩星座、奇摩通訊錄、奇摩服務中心                                                                      |
| -    | 1999年11月 | - 奇摩家族增加更換家長、可取消解散家族等數項新功能                                                                                            |
| 5.5  | 1999年12月 | 奇摩站5.5千禧紀念版 奇摩賀卡、奇摩股市、奇摩通訊錄                                                                                            |
| 5.6  | 2000年2月  | 奇摩站5.6千禧更新版 更新奇摩新聞、奇摩新奇、奇摩摩登                                                                                          |
| 6.0  | 2000年4月  | 奇摩站6.0 - 推出我的奇摩、奇摩行事曆以及股市投資組合、以及中時奇摩報                                                                          |
| 6.1  | 2000年6月  | 奇摩站6.1 - 推出奇摩電子報服務 |
| 6.5  | 2000年7月  | 奇摩站6.5 - 推出簡體版分類搜尋、英文DEMO版與奇摩書籤                                                                                          |
| 7.0  | 2000年8月  | 奇摩站7.0 - 推出25MB奇摩免費網頁 - 強化行事曆功能 - 與104人力銀行策略聯盟，推出「奇摩工作」頻道                                               |
| -    | 2000年9月  | - 擴充電子信箱空間至10MB |
| 8.0  | 2000年12月 | 奇摩站8.0千禧聖誕版 - 推出奇摩大哥大、奇摩相簿、奇摩筆記等三項新服務 - 行奇摩股市、奇摩摩登、奇摩聊天室、奇摩家族與奇摩免費網頁等五項服務改版 |